# Juan de Medrano y Mesía
Juan de Medrano y Mesía fue el gobernador de Santa Fe de Nuevo México entre 1668 y 1671. Durante su mandato tuvo que enviar tropas contra los apaches, que perpetraron diversos ataques contra las comunidades cristianas de Nuevo México. Este suceso fue un hecho fundamental de su administración en la provincia.

## Carrera
Tras ser nombrado gobernador de la provincia de Santa Fe de Nuevo México por el virrey Antonio Sebastián de Toledo, sucediendo a Fernando de Villanueva, tomó posesión del cargo en noviembre de 1668. Durante su gobierno se produjeron importantes conflictos entre los apaches de diversas tribus (gilas, salineros y los nativos de “Casa Fuerte”) y las comunidades cristianas (tanto las de origen español como indígena). Así, los apaches, en alianza con los navajos, atacaron dichas comunidades, lo que llevó al asesinato de una gran cantidad de personas (que incluyó a 6 soldados españoles y a unos trescientos setenta y tres indígenas ya cristianizados, según estimaciones llevadas a cabo por el propio Mesía) y del robo de muchos caballos, mulas y ovejas (que Mesía calcula en más de 2.000 en el caso de los equinos). Los apaches, en 1670 (y coincidiendo con la fecha de las cosechas), atacaron la región Las Humanas, asesinando a once personas que vivían en el lugar, robando los bienes de la iglesia y secuestrando a treinta y una personas. Los ataques apaches provocaron que las poblaciones de, como mínimo, de seis pueblos piro y de Salinas murieran debido a una combinación de los ataques con la hambruna, la sequía y las enfermedades.
La hambruna originada por los ataques provocó que los indígenas residentes en una de las misiones robaran comida de los conventos. Para frenar los ataques, Mesía prometió enviar contra los rebeldes una tropa de cincuenta soldados y seiscientos indígenas que hubieran asumido la religión cristiana, los cuales partirían desde Jemez Pueblo. Si bien,  pidió ayuda a los frailes para llevar a cabo su cometido. Especialmente, pidió ayuda al padre Talabán para que suministrara alimentos en los conventos, tales como trigo y maíz. Talabán los distribuyó entre un elevado número de conventos, entre los que se incluyeron los de Senecu, Socorro, Ácoma, Nambé, San Ildefonso y San Juan (los tres últimos pertenecientes al pueblo tewa), impidiendo así también que los curas los abandonaran. Además, conventos de regiones tales como Galisteo, Sandía y Zia se vieron favorecidas por los alimentos procedentes de Pecos. A estas regiones también fueron enviados un capellán, doscientas ovejas y algo más de veinte vacas. Mesía señaló que, gracias a estas ayudas, aún había nativos vivos. Mesía dejó el gobierno de Santa Fe en 1671, siendo sustituido por Juan Durán de Miranda.
En 1673, Mesía se estableció en México.